# Socket F+
Socket F+は、AMDが、OpteronシリーズのCPU向けに設計したCPUソケットである。

## 概要
Socket Fの後継であり上位互換性を持つ。AMDの文書では「Fr2」と記述されている。
Socket Fとの違いはサポートされているHyperTransportの違いでSocket FはHyperTransport 2.0を1.0 GHz、Socket F+はHyperTransport 3.0を最大2.6 GHzまでサポートする。

## 採用製品
CPU
- AMD
  - K10
    - Suzuka / Shanghai
    - Istanbul

チップセット
- AMD
  - SR5600 Series